# Floris Gerts
Floris Gerts (Maastricht, 3 mei 1992) is een voormalig Nederlands wielrenner die ondemeer uitkwam voor BMC, dat hem na een stage overnam van haar opleidingsploeg.
Na het seizoen 2017 werd zijn contract bij BMC niet verlengd. Lange tijd zag het er naar uit dat hij voor 2018 geen ploeg zou vinden. Echter, op 11 januari raakte bekend dat Gerts een eenjarig contract tekende bij Roompot-Nederlandse Loterij. In het seizoen 2019 komt de renner uit voor de continentale ploeg Tarteletto-Isorex. Daar werd hij in augustus 2019 weggestuurd wegens ongeoorloofd gedrag.

## Palmares

### Overwinningen
2014
GP Zele
2015
Dorpenomloop Rucphen
6e etappe Ronde van Normandië
Omloop Het Nieuwsblad, Beloften
2016
Volta Limburg Classic

### Resultaten in voornaamste wedstrijden
| Jaar | Ronde van Italië | Ronde van Frankrijk | Ronde van Spanje |
| ---- | ---------------- | ------------------- | ---------------- |
| 2015 |                  |                     |                  |
| 2016 |                  |                     |                  |
| 2017 |                  |                     |                  |
| 2018 |                  |                     |                  |

| Jaar | Gent-Wevelgem | Ronde van Vlaanderen | Parijs-Roubaix | Amstel Gold Race | Luik-Bast.‑Luik | Waalse Pijl | Parijs-Tours |
| ---- | ------------- | -------------------- | -------------- | ---------------- | --------------- | ----------- | ------------ |
| 2015 |               |                      |                |                  |                 |             | opgave       |
| 2016 |               |                      | 96e            |                  |                 |             | 39e          |
| 2017 |               |                      |                | 99e              | opgave          | 146e        | 34e          |
| 2018 | 103e          | opgave               |                | opgave           |                 |             |              |

| Jaar | Ronde van Italië | Ronde van Frankrijk | Ronde van Spanje |
| ---- | ---------------- | ------------------- | ---------------- |
| 2015 |                  |                     |                  |
| 2016 |                  |                     |                  |
| 2017 |                  |                     |                  |
| 2018 |                  |                     |                  |

| Jaar | Gent-Wevelgem | Ronde van Vlaanderen | Parijs-Roubaix | Amstel Gold Race | Luik-Bast.‑Luik | Waalse Pijl | Parijs-Tours |
| ---- | ------------- | -------------------- | -------------- | ---------------- | --------------- | ----------- | ------------ |
| 2015 |               |                      |                |                  |                 |             | opgave       |
| 2016 |               |                      | 96e            |                  |                 |             | 39e          |
| 2017 |               |                      |                | 99e              | opgave          | 146e        | 34e          |
| 2018 | 103e          | opgave               |                | opgave           |                 |             |              |